# Germainia lanipes
Germainia lanipes är en gräsart som beskrevs av Joseph Dalton Hooker. Germainia lanipes ingår i släktet Germainia och familjen gräs. Inga underarter finns listade i Catalogue of Life.